# Lorenzo Santamaría
Lorenzo Rosselló Horrach (Santa María del Camino; 21 de febrero de 1946), artísticamente conocido como Lorenzo Santamaría, es un cantante español de canción melódica en español y posteriormente en catalán que obtuvo grandes éxitos en los años 1970.

## Trayectoria artística
Entre 1966 y 1970 lidera el grupo de rock mallorquín Z-66. A partir de 1970 inicia su carrera musical como solista, tomando su apellido artístico del de su localidad natal, y en 1971 edita con la discográfica Odeón su primer disco sencillo: Canto al amor, una adaptación de la sinfonía n.º 8 del compositor Franz Schubert. En 1973 firma con la discográfica EMI y saca su primer LP denominado Lorenzo Santamaría.
En 1975 publica su segundo larga duración llamado Para que no me olvides. El éxito definitivo llega en 1976, cuando consigue dos números uno con sendos temas románticos: Para que no me olvides y Si tú fueras mi mujer. Ese mismo año aparece su tercer disco denominado Tu Sonrisa y al año siguiente aparece Grandes Éxitos. En 1978 edita el disco Quise ser una estrella del Rock & Roll, que no alcanza el éxito esperado. Finalizando 1981 sale a la luz uno de sus más recordados éxitos: Bailemos.
Después de algunos años alejado de la música, participa como actor en algunas películas españolas como Barrios altos o Crónica sentimental en rojo, y también en algunas series televisivas. En 1985 retorna al mundo musical con el disco en lengua catalana Entre cella i cella ("Entre ceja y ceja"), que incluye una curiosa versión de la canción "Mediterráneo" de Joan Manuel Serrat por primera vez cantada en catalán, así como una adaptación de "Le métèque" de Georges Moustaki.
Ya en 1995 edita Corazón de Rock & Roll, sigue desarrollando su actividad artística con conciertos en directo junto a otros cantantes de los años 1970. En 1999 edita el disco "Natural". Durante los años 2000 colaboró en los programas Fet a Barcelona y Realitat Virtual, ambos de la emisora catalana COM Ràdio. Durante el verano de 2002 dirigió el programa Al voltant d’es bergant en la misma emisora.
En 2011 participa como actor en el musical Cop de rock de la compañía teatral Dagoll Dagom, la obra se estrena en el Teatro Victoria de Barcelona en septiembre de 2011. En mayo de 2012 Lorenzo Santamaria publica su disco Pell de gallina (Piel de gallina) que edita la discográfica Discmedi-Blau, y en el que incluye un tema a dúo con el cantante mallorquín Tomeu Penya.
En 2023 presenta su disco Para que no me olvides, compuesto por 25 de sus canciones más emblemáticas. Entre 2023 y 2025 se despide de los escenarios con una gira por diversas ciudades latinoamericanas y españolas.

## Discografía

### Álbumes de estudio
- 1973 - Lorenzo Santamaría
- 1975 - Para que no me olvides
- 1977 - Tu sonrisa
- 1978 - Quise ser una estrella del Rock & Roll
- 1978 - Inigualable
- 1979 - Carnaval
- 1981 - Lorenzo Santamaría
- 1983 - Lorenzo Santamaría
- 1987 - Entre cella i cella (como Llorenç de Santamaria)[8]
- 1995 - Corazón de Rock & Roll
- 1999 - Natural
- 2012 - Pell de gallina (como Llorenç Santamaria)[9]
- 2023 - Para que no me olvides (último disco)[10]

### Álbumes recopilatorios
- 1977 - Sus grandes éxitos
- 1995 - Sus baladas más bellas
- 1998 - ¡Éxitos de dos en dos!
- 2001 - Singles collection
- 2003 - Todo lo mejor de...

- Lorenzo Santamaría en Discogs